# Carmageddon: Reincarnation
Carmageddon: Reincarnation (ou Carmageddon 4) é o quarto game desta série clássica lançada ao PC em 1997, o jogo está disponível Exclusivamente para PC e é desenvoldido pela Stainless Games, que também criou Carmageddon e Carmageddon II: Carpocalypse Now.
Em 2012, a Stainless Games anunciou que irá buscar um financiamento coletivo via Kickstarter para retomar a série,, com um novo jogo mas que iria manter todas as características deste clássico intactas, desenvolvido com um motor gráfico atual.